# Islands herrjuniorlandslag i ishockey
Islands herrjuniorlandslag i ishockey representerar Island i ishockey för herrjuniorer. Laget spelade sin första landskamp den 29 december 1998 i Novi Sad under juniorvärldsmästerskapets D-grupp, och förlorade då med 1-15 mot Jugoslavien.

### Fotnoter
1. ↑  ”Championnat du monde 1999 des moins de 20 ans”. Hockeyarvhives. 1998-1999. http://www.passionhockey.com/hockeyarchives/U-20_1999.htm. Läst 16 december 2013.